# Penthalaz
Penthalaz är en ort och kommun i distriktet Gros-de-Vaud i kantonen Vaud, Schweiz. Kommunen har 3 197 invånare (2023).